# رادارست-۱
رادارست-۱ (انگلیسی: Radarsat-1) نخستین ماهواره تجاری دیدبانی زمین کانادا است. این ماهواره مجهز به رادار دهانه ترکیبی (SAR) است که می‌تواند تصاویر ماهواره‌ای از سطح زمین به منظور مدیریت منابع طبیعی و پایش تغییرات اقلیمی جهان تهیه نماید. از مارس ۲۰۱۳ فعالیت رادارست-۱ پایان یافت و پس از این تاریخ داده‌ای گردآوری نمی‌کند.

## مأموریت
رادارست-۱ در ۴ نوامبر ۱۹۹۵ از پایگاه نیروی هوایی وندنبرگ در کالیفرنیا به مدار خورشیدآهنگ خود در ارتفاع ۷۹۸ کیلومتری زمین با انحراف مداری ۹۸٫۶ درجه پرتاب شد. آژانس فضایی کانادا با همکاری دولت‌های استانی کانادا و بخش خصوصی مدیرت این پروژه را به عهده داشتند. این ماهواره تصویربرداری از زمین را برای اهداف علمی و تجاری انجام می‌داد. تصاویر رادارست-۱ در زمینه‌های گوناگونی مانند کشاورزی، نقشه‌نگاری، آب‌شناسی، جنگل‌داری، اقیانوس‌نگاری، زمین‌شناسی، یخچال‌شناسی، پایش قطب شمال و اقیانوس‌ها و تشخیص لکه‌های نفتی به کار گرفته می‌شود.

## ویژگی‌ها
رادارست-۱ از سنجنده رادار دهانه ترکیبی (SAR) برای تصویربرداری از زمین در امواج مایکروویو با فرکانس ۵٫۳ گیگاهرتز در باند سی (طول موج ۵٫۶ سانتی‌متر) بهره می‌گیرد. سازه رادار دهانه ترکیبی (SAR) توسط نورتروپ گرومن طراحی و ساخته شده‌است و طول آن ۱۵ متر است. برخلاف ماهواره‌های اُپتیک که نور بازتابیده از خورشید را جذب می‌کنند، سامانه‌های رادار دهانه ترکیبی (SAR) انرژی مایکروویو را به سطح زمین فرستاده و بازتاب آن را ثبت می‌کنند؛ بنابراین رادارست-۱ به صورت شبانه‌روزی و در هر وضعیت آب‌وهوایی مانند پوشش ابر، برف، باران، غبار و مه قادر به تصویربرداری از زمین است.